# Niedererbach
Niedererbach là một đô thị trong huyện Westerwald bang Rheinland-Pfalz thuộc nước Đức. Đô thị Niedererbach có diện tích 4,43 km², dân số là 985 người (31/12/2006).